# باگدانفکا
اردوگاه باگدانفکا اردوگاهی توقیفی برای یهودیان در فرمانداری ترانس‌نیستریا بود که توسط مقام‌های رومانی به عنوان بخشی از هولوکاست در جریان جنگ جهانی دوم فعالیت می‌کرد. سه اردوگاه در نزدیکی روستاهای باگدانفکا، دومانفکا و آکمستسا در کنار رودخانه بوگ جنوبی، در منطقه گلتا، ترانس‌نیستریا، فعال بودند. در باگدانفکا، ۵۴٬۰۰۰ تن تا پایان سال ۱۹۴۱ نگهداری می‌شدند.

## کشتارها
در دسامبر ۱۹۴۱، چند مورد از تیفوس در اردوگاه همه‌گیر شد. رایزن آلمانی در اداره رومانیایی منطقه و کمیسار رومانیایی تصمیم به قتل همه زندانیان گرفتند. عملیات در ۲۱ دسامبر آغاز شد و توسط سربازان رومانیایی، ژاندارم‌ها، پلیس اوکراین، غیرنظامیانی از گلتا، و آلمانی‌تبارهای محلی تحت فرماندهی پلیس اوکراین، صورت گرفت. هزاران زندانی ناتوان و بیمار به زور به درون دو اصطبل محاصره شده، که با نفت سفید خیس شده بودند، برده شدند. سپس اصطبل شعله‌ور شده و همه زندانیان درون آن زنده زنده سوختند. زندانیان دیگر را دسته دسته به دره ای در جنگل مجاور هدایت کرده و به گردن آنها شلیک کردند. یهودیان باقی مانده در سرمای شدید با دستان خالی گودال‌هایی را حفر و آنها را با اجساد یخ‌زده پر کردند. هزاران تن از یهودیان تا حد مرگ منجمد شدند. با آمدن کریسمس  وقفه ای کوتاه ایجاد شد، اما کشتارها در ۲۸ دسامبر از سر گرفته شدند. تا ۳۱ دسامبر، بیش از ۴۰٬۰۰۰ یهودی کشته شدند.